# Labergement-lès-Auxonne-Billey-Flagey
Ancienne commune de la Côte-d'Or, la commune de Labergement-lès-Auxonne-Billey-Flagey a existé de 1973 à 1983. Elle a été créée le 1er juin 1973 par la fusion des communes de Billey, de Flagey-lès-Auxonne et de Labergement-lès-Auxonne. Le 1er janvier 1983, elle a été supprimée et les trois communes constituantes ont été rétablies.